# شبگرد حنایی
شبگرد حنایی (نام علمی: Antrostomus rufus) نام یک گونه از تیره شبگردان است.